# Rotor Flettner

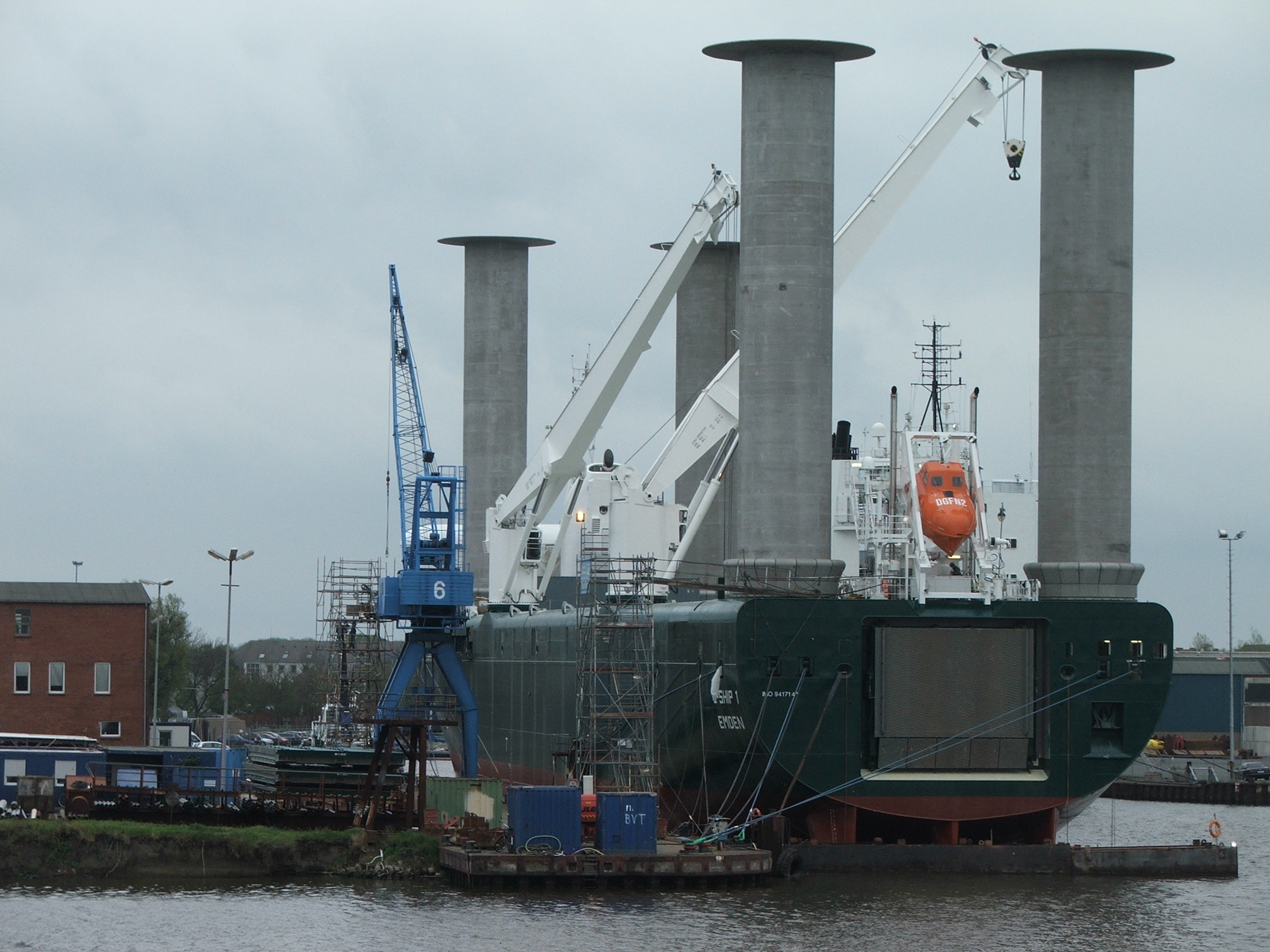
LE-Ship 1 estalvia un 30-40% de combustible a una velocitat de 16 nusos.

El  Rotor Flettner  és un sistema d'impulsió per a naus que utilitza el vent com a força motriu, fent un ús pràctic de l'efecte Magnus. Fou inventat a principis del segle XX per l'alemany Anton Flettner, però no va tenir èxit comercial. Durant la segona meitat de segle fou recuperat com una alternativa més sostenible i ecològica que els vaixells motoritzats.

## Funcionament

L'efecte Magnus en un vaixell de rotor.

El sistema d'impuls es compon de grans cilindres verticals situats a la coberta del vaixell (rotors passius) capaços de produir una empenta cap endavant quan la pressió de l'aire és lateral, fenomen físic conegut com a efecte Magnus: la pressió de l'aire fa girar el cilindre i això provoca una força suficient per fer avançar la nau de manera perpendicular a l'aire en moviment.
L'equip de Flettner afirmava que l'eficiència d'aquest mètode era 10 vegades més gran que la del velam tradicional, ja que calculaven que 1 m² d'aprofitament del vent sobre un rotor tenia la mateixa potència que 10 m² de vela amb el mateix vent.
Tot i això, el sistema de vaixells de rotors va ser abandonat els anys trenta per la potència superior que assolien els nous vaixells de motoritzats a base de combustibles fòssils, que com que eren molt barats rendibilitzaven molt més aquest altre sistema de propulsió.

## Vaixells construïts per Flettner

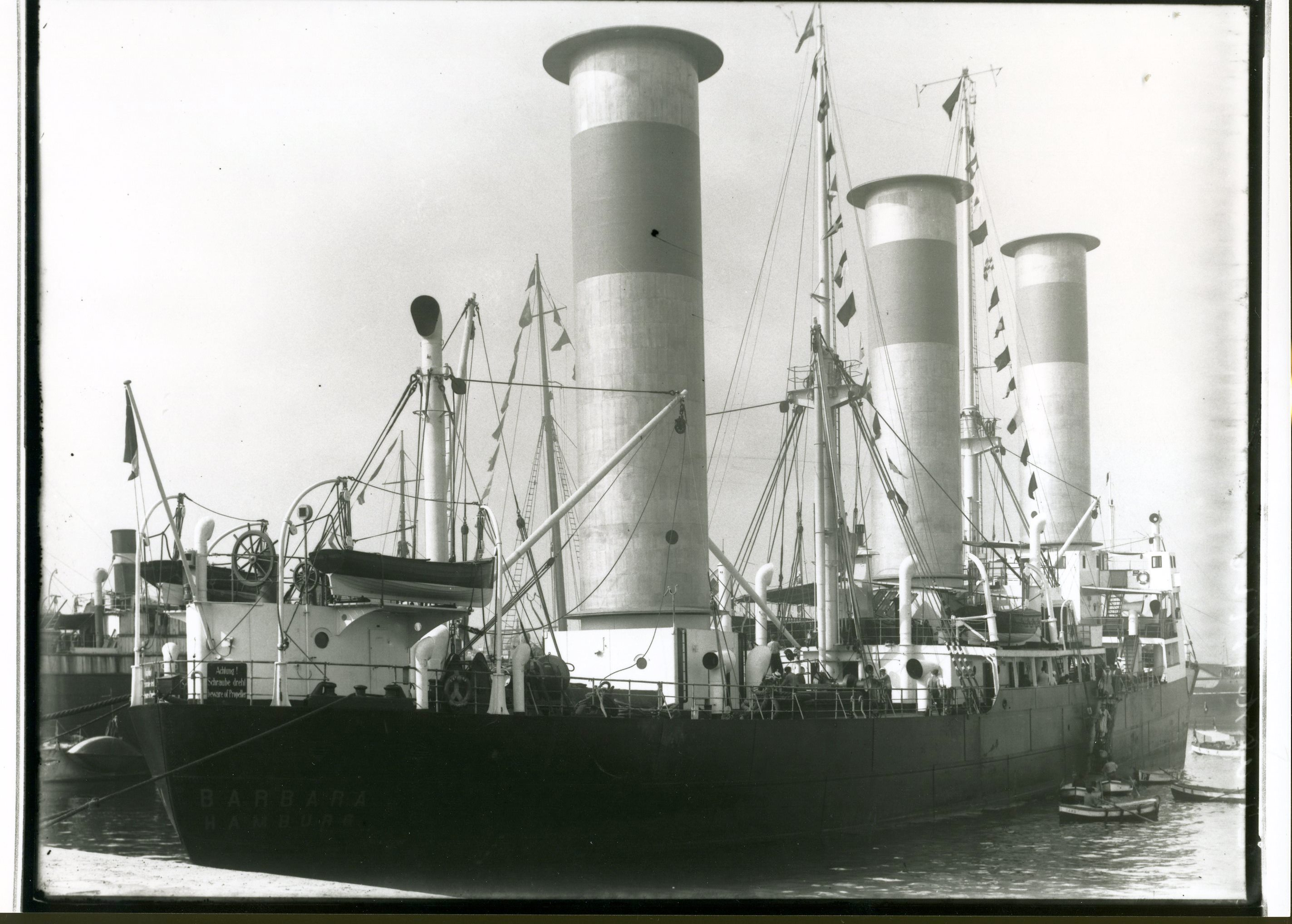
El "Barbara" al Port de Barcelona.

El 1924 Flettner va reunir un equip compost per Albert Betz, Jacob Ackeret i Ludwig Prandtl. Llur objectiu era transformar una goleta trimàstil anomenada Buckau en un vaixell de dos rotors (és a dir, amb dos cilindres mòbils muntats verticalment sobre la coberta).
- Buckau / Baden-Baden: Va ser construït el 1924 a les drassanes "Germania" de Kiel, i rebatejat amb el nom de la ciutat de Baden-Baden. Amb aquest prototip es va poder adquirir la suficient experiència com per apreciar la factibilitat del sistema rotor. El Buckau efectuar el seu primer viatge al maig de 1924, equipat amb dos rotors i un petit motor auxiliar dièsel per a casos de calma absoluta (absència de vent) o quan l'espai per orsar a contravent fos escàs. No obstant això, la capacitat d'orsada del Buckau era singular: el navili, a vela, no podia fer-ho en angles inferiors als 45 °, mentre que el vaixell rotor podia fer-ho entre els 20 ° i 30 °. Després de diferents assaigs sota diferents condicions de vent durant un parell d'anys, el Buckau travessar l'oceà Atlàntic i va arribar a Nova York el 9 de maig de 1926. Va ser destruït per un huracà el 1931 mentre navegava pel Mar Carib rumb a Sud-amèrica.

- Barbara: A les drassanes A.G. Weswe de Bremen van construir aquest vaixell per a l'armador hamburguès Rob. M. Sloman i el van posar en servei el 28 de juliol de 1926. Segons el seu tonatge estava classificat amb el número 2077. Posseïa tres rotors. Fins i tot amb un vent molt lleu d'una força 4 en l'escala de Beaufort aconseguia 4 nusos, arribant a 9 nusos si el vent era de popa. El Barbara va viatjar per tot el món per tal de demostrar la utilitat dels vaixells de rotor; per exemple va visitar Barcelona el 1926.[1]

## Recuperació actual del sistema rotor

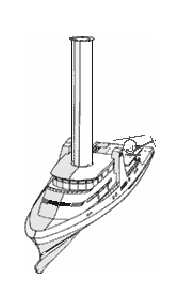
Disseny del Calypso II.

Diagrama amb polígon de forces que actuen per impulsar un vaixell rotor Flettner.

L'investigador francès Jacques Cousteau va reflotar la idea de l'ús de rotors Flettner en observar les qualitats d'aquest sistema.
- l'Alcyone va ser el navili experimental concretat per Cousteau el 1980, encara que més que un rotor Flettner pròpiament dit va resultar un vaixell impulsat per unes turboveles auxiliars, els seus dos rotors-turboveles aportaven entre el 25 i el 30% de la potència impulsora d'aquest vaixell que va realitzar el seu primer viatge el 1985.

- El Calypso II, obra també de Cousteau, segons l'investigador hauria de ser impulsat per un genuí sistema rotor Flettner però va quedar en els plànols després de la mort de tant original investigador francès.

- El vaixell Universitat Kat * Flensburg porta un genuí encara que molt renovat sistema de rotor Flettner que ha estat desenvolupat a l'Institut de Física i Química de la Universitat de Flensburg (Alemanya) sota la supervisió del professor Lutz Fiesso dins del projecte PROA.

(* Joc de paraules:  Unikat  en alemany significa "peça única" encara que també suggereix que és un catamarà de la universitat.).
- E-Ship. El 2007 la societat de construccions eòliques Enercon va encomanar a les drassanes Lindenau Werft de Kiel la construcció d'un vaixell de càrrega de 130 m d'eslora equipat, a més d'un motor dièsel, amb quatre rotors Flettner, va ser botat el 2 d'agost de 2008.

D'altra banda els investigadors John Latham i Stephen Salter inclouen l'ús de trimarans impulsats amb èxit amb rotors Flettner per a un projecte de sembrat de núvols oceànics amb nanogotas d'aigua salada que farien augmentar les dimensions dels estratocúmulus i així l'albedo o reflex de la calor provinent del Sol i amb això morigerar l'escalfament global, els rotors no només servirien per impulsar-sense contaminació-a trimarans operats per control remot sinó que els mateixos rotors servirien per aspirar l'aigua oceànica, filtrar-la i elevar-la en microscòpiques gotes que ampliarien als núvols.